# Prepadlisko
Prepadlisko este o arie protejată (arie specială de conservare — SAC, sit de importanță comunitară — SCI) din Slovacia întinsă pe o suprafață de 8,07 ha, integral pe uscat.

## Localizare
Centrul sitului Prepadlisko este situat la coordonatele 48°52′25″N 17°57′43″E / 48.873611°N 17.961944°E.

## Înființare
Situl Prepadlisko a fost declarat sit de importanță comunitară în octombrie 2011 pentru a proteja 33 de specii de animale. Situl a fost protejat și ca arie specială de conservare în august 2011.

## Biodiversitate
Situată în ecoregiunea alpină, aria protejată conține 2 habitate naturale: Lacuri eutrofice naturale cu vegetație de tip Magnopotamion sau Hydrocharition, Păduri aluvionare cu Alnus glutinosa și Fraxinus excelsior (Alno-Padion, Alnion incanae, Salicion albae).
La baza desemnării sitului se află mai multe specii protejate:
- păsări (32): uliu păsărar (Accipiter nisus), lăcar-de-mlaștină (Acrocephalus palustris), pițigoi codat (Aegithalos caudatus), pescăruș albastru (Alcedo atthis), rață mare (Anas platyrhynchos), stârc cenușiu (Ardea cinerea), șorecarul comun (Buteo buteo), sticlete (Carduelis carduelis), barză albă (Ciconia ciconia), porumbel gulerat (Columba palumbus), cioară neagră (Corvus corone), cuc (Cuculus canorus), presură galbenă (Emberiza citrinella), măcăleandru (Erithacus rubecula), cinteză (Fringilla coelebs), găinușă de baltă (Gallinula chloropus), grelușelul-de-tufiș (Locustella fluviatilis), privighetoare (Luscinia megarhynchos), codobatură galbenă (Motacilla alba), grangur (Oriolus oriolus), pițigoi mare (Parus major), pițigoi sur (Parus palustris), pițigoi-pungar (Remiz pendulinus), cănăraș (Serinus serinus), turturică (Streptopelia turtur), silvie cu cap negru (Sylvia atricapilla), silvie de zăvoi (Sylvia borin), silvie de câmp (Sylvia communis), pănțărușul (Troglodytes troglodytes), mierlă (Turdus merula), sturz-cântător (Turdus philomelos), nagâț (Vanellus vanellus)
- amfibieni (1): izvoraș-cu-burta-galbenă (Bombina variegata)

Pe lângă speciile protejate, pe teritoriul sitului au mai fost identificate 2 specii de plante, 1 specie de păsări, 1 specie de amfibieni, 6 specii de nevertebrate.